# Eagles (album)
Eagles je debitantski studijski album ameriške glasbene skupine Eagles, ki je izšel 1. junija 1972 pri založbi Asylum Records. Album je postal platinast in se je uvrstil na 22. mesto lestvice. Z albuma so izšli trije singli »Take it Easy«, »Witchy Woman« in »Peaceful Easy Feeling«. Singli so se uvrstili na 12., 9. in 22. mesto. Eagles je igral pomembno vlogo pri populariziranju južno-kalifornijskega country rock zvoka. Leta 2012 je bil album uvrščen na 368. mesto Seznama petstotih najboljših albumov vseh časov po reviji Rolling Stone. Single »Take It Easy« je bil uvrščen med »500 skladb, ki so izoblikovale Rock and Roll«.

## Seznam skladb
| Stran 1 | Stran 1                                     | Stran 1       | Stran 1 |
| Št.     | Naslov                                      | Glavni vokal  | Dolžina |
| ------- | ------------------------------------------- | ------------- | ------- |
| 1.      | „Take It Easy‟ (Jackson Browne, Glenn Frey) | Frey          | 3:34    |
| 2.      | „Witchy Woman‟ (Don Henley, Bernie Leadon)  | Don Henley    | 4:10    |
| 3.      | „Chug All Night‟ (Glenn Frey)               | Glenn Frey    | 3:18    |
| 4.      | „Most of Us Are Sad‟ (Glenn Frey)           | Randy Meisner | 3:38    |
| 5.      | „Nightingale‟ (Jackson Browne)              | Don Henley    | 4:08    |

| Stran 2 | Stran 2                                                      | Stran 2       | Stran 2 |
| Št.     | Naslov                                                       | Glavni vokal  | Dolžina |
| ------- | ------------------------------------------------------------ | ------------- | ------- |
| 1.      | „Train Leaves Here This Morning‟ (Gene Clark, Bernie Leadon) | Bernie Leadon | 4:13    |
| 2.      | „Take the Devil‟ (Randy Meisner)                             | Randy Meisner | 4:04    |
| 3.      | „Earlybird‟ (Bernie Leadon, Randy Meisner)                   | Bernie Leadon | 3:03    |
| 4.      | „Peaceful Easy Feeling‟ (Jack Tempchin)                      | Glenn Frey    | 4:20    |
| 5.      | „Tryin'‟ (Randy Meisner)                                     | Randy Meisner | 2:54    |

## Zasedba
Eagles
- Glenn Frey – vokali, kitare, slide kitara
- Don Henley – vokali, bobni
- Randy Meisner – vokali, bas kitara
- Bernie Leadon – vokali, kitare, banjo

## Singli
- »Take It Easy«/»Get You in the Mood« - Asylum 11005; izdan 1. maja 1972
- »Witchy Woman«/»Early Bird« - Asylum 11008; izdan 1. avgusta 1972
- »Peaceful Easy Feeling«/»Tryin'« - Asylum 11013; izdan 1. decembra 1972